# Абиев, Сафар Ахундбала оглы
Сафар Ахундбала оглы Абиев (азерб. Səfər Axundbala oğlu Əbiyev; род. 27 января 1950, Баку, АзССР, СССР) — азербайджанский военный и государственный деятель, генерал-полковник, министр обороны Азербайджана (1995—2013). Участник Первой карабахской войны.

## Биография

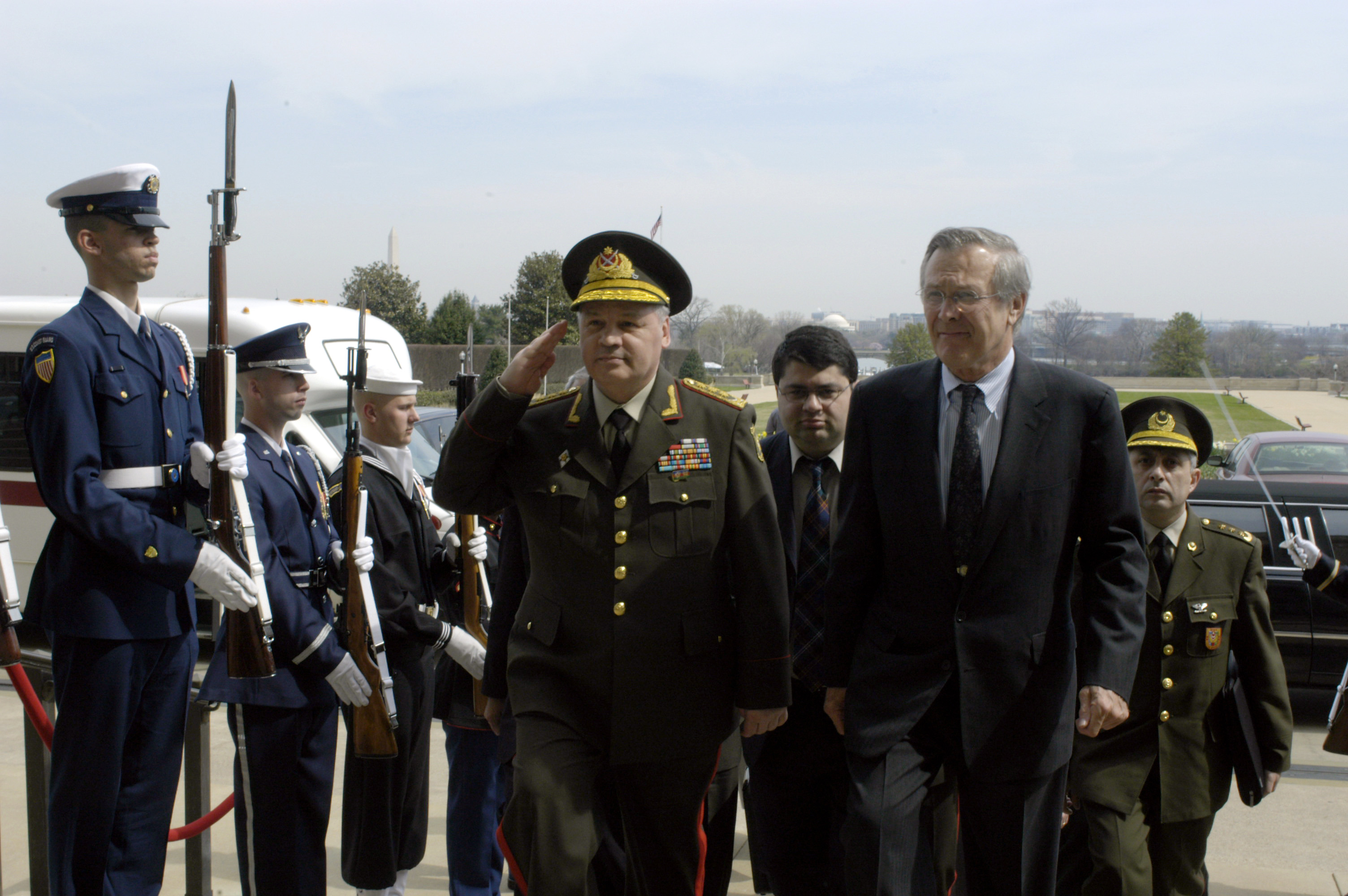
Сафар Абиев и министр обороны США Дональд Рамсфелд, 2004 год

Сафар Абиев родился 27 января 1950 года в Баку в лезгинской семье. В 1971 году окончил Бакинское высшее общевойсковое командное училище им. Верховного Совета Азербайджанской ССР, а в 1981 году командный факультет Военной академии имени Фрунзе в Москве. Службу Абиев проходил в Группе советских войск в Германии, а также в Прибалтийском, Забайкальском и Закавказском военных округах на должностях от командира взвода до командира дивизии и соединения. В июне-августе 1993 года и. о. министра обороны Азербайджана. С февраля 1995 по октябрь 2013 года министр обороны Азербайджанской Республики.